# Dicaeum monticolum
Dicaeum monticolum е вид птица от семейство Dicaeidae.

## Разпространение
Видът е разпространен в Индонезия и Малайзия.